# 青龙河 (滦河)
青龙河，流经中华人民共和国河北省东北部和辽宁省西南部的一条河流，是滦河左岸支流。青龙河有北、西两源，主源北源也称三十家子河，发源于河北省平泉市台头山镇喇嘛杖子村以北的贺家沟，向南流经台头山镇、辽宁省凌源市三十家子镇、前进乡等地，于前进乡坤都沟门东南右纳西源（西源发源自平泉市青河镇古山子），之后干流继续向南流经凌源市西南部、河北省宽城满族自治县东端、青龙满族自治县中部和卢龙县北部等地区，之后作为卢龙县与迁安市之间的界河向南流，至卢龙县城卢龙镇西南汇入滦河。河长246千米，流域面积6370平方千米。干流下游建有大型桃林口水库。